# Panamá nos Jogos Sul-Americanos
O Panamá se fez presente pela primeira vez dos Jogos Sul-Americanos em sua quinta edição, realizada na cidade venezuelana de Valencia, em 1994. Desde então, tem participado deste evento ininterruptamente. Este país tradicionalmente comparece com delegações pequenas, o que configura seu histórico médio-baixo no quadro de medalhas.
Os panamenhos são representados nos Jogos Sul-Americanos pelo Comitê Olímpico do Panamá.

## Delegação
Em Cochabamba-2018, o Panamá se fez presente com 55 atletas, configurando o recorde do país neste evento. 

## Quadro de medalhas
Segue-se, abaixo, o histórico de campanhas do Panamá nos Jogos Sul-Americanos.
| Ano   | Nação     | Cidade       | Posição | Ouro | Prata | Bronze | Total |
| 1978  | Bolívia   | La Paz       | -       | -    | -     | -      | -     |
| 1982  | Argentina | Rosario      | -       | -    | -     | -      | -     |
| 1986  | Chile     | Santiago     | -       | -    | -     | -      | -     |
| 1990  | Peru      | Lima         | -       | -    | -     | -      | -     |
| 1994  | Venezuela | Valencia     | 8/14    | 4    | 2     | 5      | 11    |
| 1998  | Equador   | Cuenca       | 11/14   | 2    | 2     | 2      | 6     |
| 2002  | Brasil    | Brasil       | 9/14    | 1    | 5     | 6      | 12    |
| 2006  | Argentina | Buenos Aires | 12/15   | 0    | 2     | 1      | 3     |
| 2010  | Colômbia  | Medellín     | 13/15   | 0    | 0     | 2      | 2     |
| 2014  | Chile     | Santiago     | 8/14    | 4    | 3     | 8      | 15    |
| 2018  | Bolívia   | Cochabamba   | 11/14   | 2    | 4     | 4      | 10    |
| 2022  | Paraguai  | Assunção     |         |      |       |        |       |
| Total | Total     |              |         | 13   | 18    | 28     | 59    |

## Desempenho
Por duas vezes, nos Jogos de 1994 e de 2014, o Panamá obteve sua melhor posição na classificação final (a oitava colocação), sendo estas também as edições nas quais sua delegação mais conquistou medalhas de ouro (quatro ao todo). Inclusive, foi no evento realizado em 2014 que os panamenhos mais conquistaram pódios (quinze no seu total).
O pior desempenho deste país se deu em Medellín-2010, quando os seus dois pódios lhe conferiram o décimo terceiro lugar geral.